# Helen McCrory
Helen Elizabeth McCrory (Londres, 17 de agosto de 1968-Londres, 16 de abril de 2021) fue una actriz británica ganadora del premio BAFTA, reconocida por su interpretación de Polly Gray en la exitosa serie Peaky Blinders, Narcissa Malfoy en la saga de películas Harry Potter y Cherie Blair en la película The Queen, además de su aparición en la serie televisiva North Square.

## Biografía
McCrory nació el 17 de agosto de 1968 en Paddington, Londres. Hija de un diplomático escocés y de una galesa, pasó su infancia viajando por el mundo. Era la mayor de tres hermanos.
Fue educada en Queenswood School cerca de Hatfield, y luego pasó un año viviendo en Italia. A su regreso al Reino Unido, comenzó a estudiar actuación en la Universidad de las Artes de Londres.
Falleció el 16 de abril de 2021, a los 52 años, tras padecer cáncer de mama.

## Carrera artística
Entre sus papeles destacan su interpretación de Cherie Blair, la esposa del ex primer ministro británico Tony Blair, en la película The Queen (2006), además de su aparición en la serie de televisión North Square. McCrory iba a interpretar a Bellatrix Lestrange en las adaptaciones de los tres últimos libros de la serie de Harry Potter, pero quedó embarazada y por motivos de salud fue reemplazada por Helena Bonham Carter. Aun así actuó en Harry Potter y el misterio del príncipe interpretando a la hermana de la propia Bellatrix y madre de Draco, Narcissa Malfoy.
En 2013 comenzó a interpretar a Polly Gray en la serie de televisión británica de drama histórico, Peaky Blinders.Sin embargo, falleció durante la filmación de la sexta temporada sin poder finalizar sus escenas. Por eso, tuvieron que alterar el guion y volver a filmar. 

## Filmografía
- 1993 - La tabla de Flandes
- 1994 - Entrevista con el vampiro
- 1996 - Atrapada por la Vida
- 1997 - La Banda de James
- 1998 - Dad Savage
- 2001 - Charlotte Gray
- 2002 - The Count of Monte Cristo
- 2004 - El Intruso
- 2005 - Casanova
- 2006 - The Queen
- 2006 - As You Like It
- 2007 - Becoming Jane
- 2007 - Frankenstein
- 2008 - Flashbacks of a Fool
- 2009 - Harry Potter y el misterio del príncipe
- 2009 - Fantastic Mr. Fox
- 2009 - Life
- 2010 - Doctor Who (Los vampiros de Venecia)
- 2010 - 4.3.2.1
- 2010 - The Special Relationship
- 2010 - Harry Potter y las Reliquias de la Muerte: parte 1
- 2011 - Harry Potter y las Reliquias de la Muerte: parte 2 - Narcissa Malfoy née Black
- 2011 - Hugo
- 2012 - Skyfall
- 2013 - Peaky Blinders - Elisabeth "Polly" Gray
- 2014 - Penny Dreadful
- 2014 - A Little Chaos
- 2015 - The Woman in Black: Angel of Death
- 2016 - Their Finest
- 2017 - Loving Vincent
- 2019 - His Dark Materials
- 2020 - Roadkill (serie de Televisión) como Dawn Ellison